# BTR-D
BTR-D je sovjetski višenamijenski oklopni transporter razvijen na temelju borbenog vozila pješaštva BMD-1. Prvi je put viđen tijekom sovjetske invazije Afganistana. NATO mu je dodijelio oznaku BMD M1979.